# جون ببر
جون ببر هو دبلوماسي وصحفي وسياسي مجري، ولد في 8 نوفمبر 1886 في بودابست في المجر، وتوفي في 8 فبراير 1938 في موسكو في روسيا. نشط حزبياً في Social Democratic Party of Hungary ‏ والحزب الشيوعي الأمريكي. وقد انتخب وزير الدفاع ‏.